# W. M. Kiplinger
Willard Monroe Kiplinger (8 de enero de 1891 - 6 de agosto de 1967) fue un editor estadounidense conocido por ser el fundador de Kiplinger, una editorial ubicada en Washington D. C..

## Biografía
Kiplinger nació en Bellefontaine, Ohio, de padres Clarence E. y Cora Miller Kiplinger. Creció en el lado norte de Columbus, Ohio. Como estudiante de último año de secundaria, fue editor del periódico escolar donde uno de los ilustradores era Dudley Fisher. Asistió a la Universidad Estatal de Ohio desde 1908 hasta 1912 y fue miembro de la Fraternidad Sigma Pi. Él y Ray Evans reclutaron a Fisher para la fraternidad. Mientras estuvo en OSU fue editor del periódico escolar The Lantern. Cuando se graduó, fue uno de los dos primeros graduados en periodismo de la escuela. Su primer trabajo después de graduarse en 1913 fue en el Ohio State Journal.
El 20 de junio de 1914 se casó con su primera esposa, Irene Austin de Toledo, en el condado de Lucas, Ohio. Ella lo introdujo al unitarismo y fue miembro de la iglesia por el resto de su vida. Su primera hija, una hija llamada Jane Austin, murió poco después de nacer en 1916. Tuvieron un hijo llamado Austin, y una hija llamada Jane Ann, antes de divorciarse. Se casó con su segunda esposa, Lillian «LaVerne» Colwell, en Harrisonburg, Virginia, el 18 de mayo de 1936. Tuvieron una hija llamada Bonnie.
Se mudó a Washington D. C. en 1916, donde trabajó para Associated Press. Él y su familia asistieron a la Iglesia Unitaria All Souls, que era la misma iglesia a la que asistía William Howard Taft. En 1920 fundó la empresa Kiplinger como una «oficina de inteligencia» para bancos y empresas de fuera de la ciudad. Comenzó The Kiplinger Letter en 1923 y en 1947 comenzó a publicar Kiplinger Magazine. También donó su tiempo como editor colaborador de la revista The Emerald of Sigma Pi.
En 1942 publicó un libro titulado Washington Is Like That, que se centraba en la organización interna del gobierno federal.
En 1952 desempeñó un papel importante en la solicitud de fondos y apoyo de empresas locales para ayudar a la estación de televisión educativa WETA-TV a comenzar sus operaciones.
El hijo de Kiplinger, Austin H. Kiplinger, lo sucedió como director de la editorial.
Las Contribuciones Distinguidas de Kiplinger al Periodismo es un premio otorgado por la National Press Foundation en su honor. Bonnie, la hija de Laverne & Willard, tuvo dos hijos con su esposo Eugene Watts, Kevin Watts en 1961 y Keith Watts en 1963.

## Lectura adicional
- Wells, Rob (2022). The Insider: How the Kiplinger Newsletter Bridged Washington and Wall Street. U of Massachusetts Press. revisión en línea de este libro

- Datos: Q7945818